# Coenotephria cynthia
Coenotephria cynthia là một loài bướm đêm trong họ Geometridae.